# Puntius sahyadriensis
Puntius sahyadriensis — можлива назва українською Барбус магараджа або Парусний барбус — невелика субтропічна прісноводна риба роду пунтіус родини коропових. Вперше описана у 1953 році. Латинська назва походить від місцевої назви гір Західні Гати — Сах'ядрі. Утримується як акваріумна риба.

## Поширення
Зустрічається в річках та струмках західної та центральної Індії, витоки яких знаходяться в Західних Гатах. Був виявлений у річках Вена, Кояна, Крішна, Шараваті, Тунга, Бхадра, Агханашіні, Бедті та Сіти. Мешкає в місцях з густою прибережною рослинністю чи затінених пологом лісу, на ділянках з впалим на дно листям та гілками.

## Опис риби
Має вуглуватої форми тіло, високо підняте в районі спинного плавця. Основний тон забарвлення — жовтуватий, мідний. Луска з чорною каймою, по тілу розкидані 4-6 відносно великих чорних плям, які зосереджені, в основному, вздовж бокової лінії. Спинний плавець піднятий вверх, ніби парус, причому у самців він більший ніж у самок. У самців горло та нижня половина тіла мають синюватий відблиск, райдужна оболонка та плавці, особливо у шлюбний період, пурпурового забарвлення. Черевні плавці у самців чорні з білою каймою. В цілому забарвлення самців яскравіше та інтенсивніше, ніж у самок. Довжина риби зазвичай не перевищує 7 см.

## Утримування та розмноження в акваріумах
Барбус магараджа миролюбна та зграйна рибка. Утримувати її бажано групою з 5-10 особин.
Рибка всеїдна, підходить будь-який живий, рослинний чи комбіновний корм, а також сухі корми. Корм повинен бути різноманітним. Може об'їдати ніжні частини акваріумних рослин. Самки схильні до ожиріння.
Параметри води:
- Температура — 19—24 °C;
- Твердість — від 5 до 15 dH;
- Кислотність — pH 6.3-7.8.
- Вода повинна бути насичена киснем, з помірною течією.

Статевої зрілості рибки досягають у 8 місяців. Тривалість життя в акваріумі — до 5 років.